# Historisk Atlas
Historisk Atlas (HA) er et interaktivt, digitalt atlas på internettet, drevet af en Foreningen Historisk Atlas, som tæller ca. 220 arkiver, biblioteker og museer blandt sine medlemmer. 

## Formål
Projektet har til formål at gøre den lokale historie og fælles kulturarv tilgængelig og levende - via pc, tablet eller smartphone. HA bygger på en lang række historiske landkort. Det ældste er fra 1585, men der er også nye 4 cm. kort og luftfotokort, der tilsammen dækker hele Danmark + Flensborg/Sydslesvig. De historiske lokaliteter er placeret og beskrevet på kortene. 
Historisk Atlas er ikke en registrant af alle historiske lokaliteter, men en formidlingsplatform, der stræber efter at fortælle interessante historier, der kan læses med udbytte af alle historisk interesserede borgere. Ideelt består hver lokalitetsbeskrivelse af en titel, en kort introduktionstekst og én eller flere faner, hvor lokalitetens historie beskrives grundigere. Mange beskrivelser bliver suppleret af billeder, dokumenter (pdf), evt. videoer, links og litteraturhenvisninger. HA bliver på den måde en alternativ indgang til materiale, som normalt kræver besøg på det lokale arkiv, bibliotek eller museum.

## Historie
Historisk Atlas begyndte i 2006 som et projekt på Odense Bys Museer, men har udviklet sig til et meget omfattende, konkret ABM-projekt, der involverer ca. 220 arkiver, biblioteker og museer, der yder hver deres bidrag til indholdet. Indtil videre indeholder HA knap 9.000 lokaliteter, flere end 11.000 billeder, et antal arkivalier, 62 kort og 40 videoer. HA stiller et API til rådighed for samarbejdspartnere, der gerne vil formidle HA-indhold fra egne sites. Historisk Atlas er i dag et responsivt website, som fungerer på desktop, tablet og smartphones.

## Links
- HistoriskAtlas.dk
- Tilhørende blog